# Знак
Знак (англ. sign, mark, нім. das Zeichen, das Merkmal) — матеріальний, чуттєво сприйманий об'єкт, який виступає в процесах пізнання та спілкування замінником (представником) іншого предмета, явища, дії або події, і використовується для одержання, зберігання, перетворення та передачі інформації.
Сукупність знаків утворює знакову систему. Загальні властивості знакових систем вивчає семіотика. Знак сприймається як носій певного смислу, значення, інформації. Знаки поділяють на природні та штучні.
Знаки мають подвійну природу: з одного боку, знаки є матеріальними (мають план вираження), з іншого — є носіями нематеріального смислу (мають план змісту). Основні властивості знаку — це властивість інформативності (знак повинен нести смислову інформацію про означуваний об'єкт) та властивість перцептивності (знак повинен бути доступним для сприйняття адресатом).

## Структура знаків
В семіотиці історично склались два підходи до сутності знаку: логіко-філософський (Чарлз Сандерс Пірс) та лінгвістично-комунікаційний (Фердинан де Сосюр).
Згідно з першим підходом, знак являє собою предмет (слово, зображення, символ, сигнал, річ, фізичне явище тощо), який заміщує, репрезентує інший матеріальний або ідеальний об'єкт в процесах пізнання та комунікації. Об'єкт, який репрезентує знак, одержав назву денотат, тоді як уявлення про об'єкт, яке склалось у суб'єкта знакової діяльності — концепт (або десигнат).

Логічний трикутник Фреге

Німецький філософ та логік, один із засновників логічної семантики Готлоб Фреге представив співвідношення між денотатом, концептом та знаком у вигляді трикутника, який демонструє залежність знаку як від об'єктивно існуючої реальності (денотат), так і від суб'єктивних уявлень про цю реальність (концепт).

Структура знаку Сосюра

Із точки зору Фердинана де Сосюра, в знаку розрізняються дві сторони: означуване (сигніфікат, образ предмету, ідея, поняття, концепт, зміст, в традиційному вжитку — значення) та означаюче (сигніфікант, експонент, в традиційному вжитку — вираження). Обидві сторони знаку взаємно передбачають одна одну. Але в той же час існує і властивість асиметрії сторін знаку:
- Явище синхронії (від грец. synchronos «одночасний»): одне й те ж означуване може співвідноситись з декількома означаючими (в мовних знакових системах це явище отримало назву синонімія), або одне й те ж означаюче може співвідноситись з декількома означуваними (омонімія).
- Явище діахронії (від грец. dia «через, крізь» та грец. chronos «час»): з плином часу може змінюватись або зовнішня форма знаку (наприклад, фонетичний вигляд слова), або значення знаку (наприклад, свастика).

## Функції знаків

Семіотична модель комунікації

В основі всіх знаків будь-якої мови лежать три елементарні функції, що випливають із семіотичної моделі комунікації, згідно з якою знак — посередник між користувачем та об'єктами зовнішнього світу:
- Номінація: назвати предмети реального світу;
- Предикація: привести назване у зв'язок один до одного;
- Локалізація: локалізувати назване у просторі та часі.

## Види знаків та знакових систем
- Одиничні та системні. Одиничний знак — єдиний у своєму класі знаків. Системний знак входить до певної знакової системи.
- Умовні та природні. У природних знаків, на відміну від умовних, означаюче та означуване утворюють природну єдність (міміка). Умовні знаки в свою чергу поділяються на довільні та символічні: зображення довільного знаку нічого не говорить про його значення, символічний знак подібний до свого значення.
- Прямі та опосередковані. Прямі знаки безпосередньо посилаються на предмет або явище. Опосередковані мають денотатом інші знаки.
- Синтагматичні та асинтагматичні. Синтагматичний знак — частина повідомлення. Асинтагматичний знак несе ціле повідомлення.
- Тематичні (обмежені) та атематичні. Тематичні знаки використовуються винятково для передачі певної спеціалізованої (тематичної) інформації. Атематичні знаки можуть використовуватись для передачі будь-якої інформації.
- Статичні та операційні. Операційні знаки означають операції над іншими знаками. Статичні знаки такої функції не виконують.
- Ситуативні та аситуативні. Ситуативні знаки набувають різних значень залежно від ситуації. Аситуативні знаки своїх значень не змінюють.

### Класифікація знакових систем за особливостями знакового складу
- Замкнені та відкриті знакові системи. В замкнених системах кількість знаків чітко визначена, і кожен новий знак перетворює вихідну знакову систему у нову. У відкритих системах поява нових знаків не порушує старої системи.
- Прості та складні знакові системи. Прості системи складаються з однорідних знаків. Складні — з різнотипних знаків та можуть бути одноярусними та багатоярусними, тобто такими, в виникає ієрархічне підпорядкування — знаки однієї підсистеми можуть бути зведені, спрощені до знаків іншої.
- Перехресні та самобутні знакові системи. Всередині перехресних систем містяться одні й ті самі знаки. Самобутня система не перетинається з іншими.

### Класифікація знакових систем за матеріальною природою
- Звукові (усна мова, музика тощо): сприймальний аналізатор — слуховий.
- Графічні (алфавіт, живопис, фотографія, стенографія, загальнонаукові символи, ноти, ієрогліфи тощо): сприймальний аналізатор — зоровий.
- Рух (танець, мова глухонімих, положення рук регулювальника): сприймальний аналізатор — зоровий.
- Запах: сприймальний аналізатор — органи нюху.
- Колір (світлофор, кольори як символи): сприймальний аналізатор — зоровий.
- Форма (співвідношення опуклостей та впадин в алфавіті сліпих): сприймальний аналізатор — органи дотику.
- Предмет (ялинка як символ новорічних свят, обручка як символ одруженості): сприймальний аналізатор — зоровий.
- Матеріал (золото як символ багатства, сталь як символ міцності): сприймальний аналізатор — зоровий.
- Вчинок (заручини як символ обіцянки вступити у шлюб): сприймальний аналізатор — переважно зоровий.

### За Чарлзом Пірсом
Американський вчений Чарлз Сандерс Пірс вважав, що знак або копіює об'єкт (іконічний знак), або на нього вказує (індексальний знак), або його символізує, перебуваючи з ним в умовному зв'язку (знак-символ). Відповідно до цього він створив класифікацію знаків за трьома групами:
- Іконічні знаки: дія заснована на фактичній подібності до означуваного об'єкта (план вираження схожий на план змісту), тобто знак копіює об'єкт (портрет, фотографія, географічна карта, зліпки, відбитки, сліди тощо).
- Індексальні знаки (індекси, знаки-прикмети): дія заснована на реальній суміжності знаку та означуваного об'єкта (план змісту частково або побічно пов'язаний із планом вираження). Прикладами таких знаків є дорожні знаки (наприклад, зображення двох ліній, що звужуються, сигналізує про звуження дороги попереду), дим є прикметою вогню, тремтіння — прикметою страху або холоду тощо.
- Знаки-символи (умовні, конвенціональні знаки): дія яких заснована на умовному, встановленому «за домовленістю» зв'язку між знаком та означуваним об'єктом (план вираження не має нічого спільного з планом змісту). Це більшість слів будь-якої мови (слово «стіл» не схоже на самий стіл, на відміну від зображення стола), жести тощо.

### За теорією графічного дизайну
Знакові зображення за теорією графічного дизайну умовно поділяються на три групи: зображувальні, словесні та комбіновані.